# Geolycosa hubbelli
Geolycosa hubbelli là một loài nhện trong họ Lycosidae.
Loài này thuộc chi Geolycosa. Geolycosa hubbelli được Alfred Russel Wallace miêu tả năm 1942.